# Hitovi sa singl ploča
Hitovi sa singl ploča (хорв. Хіти з платівок-синглів) — музичний альбом гурту Novi fosili, що вийшов 1981 року.
Грамофонна платівка Hitovi sa singl ploča вийшла на провідному югославському лейблі звукозапису Југотон 1981 року під каталожним номером LSY 61593. 12-дюймова довгогральна платівка призначалась для відтворення зі швидкістю обертання диска 33⅓ об/хв, і містила дванадцять пісень в форматі стерео — по шість на кожній стороні. Загальна тривалість композицій становила 39 хв 45 сек. Окрім вінілових платівок, альбом виходив на компакт-касетах за номером CAY 918.
Збірка Hitovi sa singl ploča містила пісні, які до цього виходили як сингли. Вони були написані хорватською мовою, і виконувалися в стилі поп або європоп. Автором музики та аранжувальників всіх пісень став лідер Novi fosili Райко Дуйміч. Тексти до пісень написали Момчило Попадич, Деа Воларич та Драгутин Бритвич. За отриманням авторського права спостерігала Асоціація організацій композиторів Югославії, або SOKOJ(хорв. Savez organizacija kompozitora Jugoslavije).
Окрім оригінального накладу платівок, було додруковано додаткові екземпляри, яки містили спочатку наліпку «Срібний диск» (хорв. Srebrna ploča), а потім — «Золотий диск» (хорв. Zlatna ploča).

## Список пісень
| Сторона А | Сторона А                                                       | Сторона А  | Сторона А    | Сторона А  |
| #         | Назва                                                           | Автор слів | Автор музики | Тривалість |
| --------- | --------------------------------------------------------------- | ---------- | ------------ | ---------- |
| 1.        | «Gdje su ona obećanja» (Де ті обіцянки)                         | М. Попадич | Р. Дуйміч    | 3:09       |
| 2.        | «Čuješ li me, je l’ ti drago» (Чуєш, приємно)                   | М. Попадич | Р. Дуйміч    | 3:24       |
| 3.        | «Ne valja ti to što činiš» (Те, що ти робиш, тобі не підходить) | Д. Воларич | Р. Дуйміч    | 3:05       |
| 4.        | «Tajna» (Таємниця)                                              | Д. Воларич | Р. Дуйміч    | 3:19       |
| 5.        | «Reci mi tiho, tiho» (Скажи мені тихо, тихо)                    | М. Попадич | Р. Дуйміч    | 3:48       |
| 6.        | «Da te ne volim» (Якщо я тебе не кохаю)                         | Д. Воларич | Р. Дуйміч    | 3:00       |

| Сторона Б | Сторона Б                                                     | Сторона Б  | Сторона Б    | Сторона Б  |
| #         | Назва                                                         | Автор слів | Автор музики | Тривалість |
| --------- | ------------------------------------------------------------- | ---------- | ------------ | ---------- |
| 1.        | «Ne budi me mati» (Не буди мене)                              | М. Попадич | Р. Дуйміч    | 2:53       |
| 2.        | «Nemaš više vremena za mene» (Ти більше не маєш на мене часу) | М. Попадич | Р. Дуйміч    | 3:57       |
| 3.        | «Oko moje» (Моє око)                                          | Д. Бритвич | Р. Дуйміч    | 2:44       |
| 4.        | «Sanjaj me» (Сниться мені)                                    | Д. Воларич | Р. Дуйміч    | 3:55       |
| 5.        | «Pomorska večer» (Морський вечір)                             | М. Попадич | Р. Дуйміч    | 3:28       |
| 6.        | «Sklopi oči» (Заплющи очі)                                    | Д. Воларич | Р. Дуйміч    | 3:03       |